# Gabriel Auguet
Gabriel Auguet y Roset (Igualada, 1876 - Barcelona, 1943) fue un sacerdote español, doctor y canónigo penitenciario de la catedral de Barcelona.

## Biografía

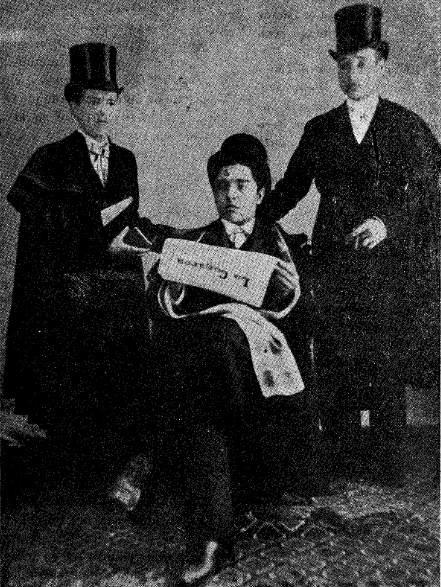
Martín Vall, Gabriel Auguet y Ramón Solsona como estudiantes de Filosofía del Seminario de Vich (finales del)

Procedía de una familia humilde y carlista. Estudió toda la carrera eclesiástica en el Seminario Conciliar de Vich, siendo ordenado sacerdote en septiembre de 1900. El 14 de marzo de 1901 quedó incorporado a la diócesis de Barcelona, y fue sucesivamente vicario en las parroquias de Cardedeu, Tiana, San Cugat del Vallés y Caldas de Montbui; regente en Costa del Montseny y después párroco en esta última, previa oposición.
El 6 de julio de 1912, el obispo Laguarda, quien tenía ya proyectada una gran obra de reconstrucción de la iglesial del Carmen de Barcelona, destruida durante la Semana Trágica al ser incendiado el convento de las Jerónimas, en el que radicaba el templo, nombró al doctor Auguet ecónomo de dicha parroquia sin templo. Según el periódico quincenal tradicionalista Libertad, el obispo Laguarda elogiaba de las dotes organizadoras de Auguet y lo consideraba identificado con su obra.
En septiembre de 1910 obtuvo en la Universidad Pontificia de Tarragona el grado de Licenciado en Sagrada Teología con la honrosa calificación de Nemine discrepante, y el 29 de septiembre de 1914, en la misma Universidad, se le dio el grado de doctor con idéntica calificación. En octubre de 1910 hizo oposiciones a una canongía vacante a la Sede barcelonesa, aprobó por unanimidad los ejercicios literarios y el 28 de julio de 1915 sería elegido canónigo penitenciario de la catedral de Barcelona.
Destacó como escritor, con inclinación especial a la Sociología. Siendo él mismo hijo del proletariado, estaba convencido de la necesidad de la elevación material e intelectual del obrero de acuerdo con las doctrinas de la Iglesia, y trató sobre la cuestión social en el semanario semanario igualadino Sometent (1905-1911) su preocupación por las clases necesitadas. Después escribió el libro La enseñanza social de Balmes y la Encíclica Rerum Novarum de S.S. León XIII editado por la biblioteca del semanario tradicionalista barcelonés La Bandera Regional.

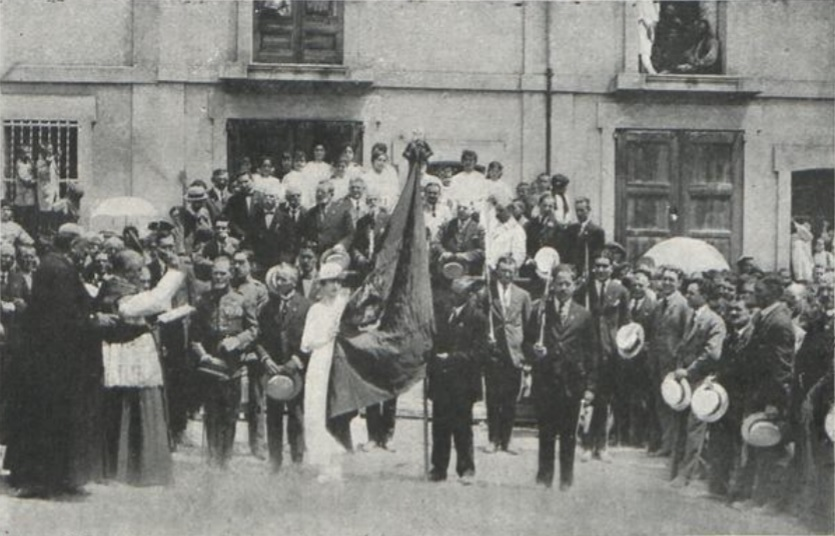
Bendición de una bandera del Somatén por mosén Auguet (1919)

Continuó vinculado a la Comunión Tradicionalista y siguió la política de oposición al nacionalismo catalán del obispo Reig y Casanova, quien lo propuso para obispo de Seo de Urgel. En 1919 el doctor Auguet defendió la Unión Monárquica Nacional, utilizando la Casa Social católica como centro electoral de la misma.
Participó en 1924 en el Congreso Eucarístico Internacional de Ámsterdam con un grupo de fieles católicos socios del Apostolado de la Oración de Barcelona. En octubre del 1931 ofició en la catedral de Barcelona las exequias por el pretendiente Jaime de Borbón y Borbón-Parma.
Fue albacea de la viladecanense Magdalena Modolell, quien donó la Torre Modolell y su jardín a la ciudad. En su honor se denominó una calle de Viladecans Doctor Auguet (actualmente carrer del Canonge Dr. Auguet).

## Obras
- La enseñanza social de Balmes y la Encíclica «Rerum novarum» de S.S. León XIII (Barcelona, 1910)